# Заблоцкий, Дмитрий Васильевич
Дмитрий Васильевич Заблоцкий (бел. Дзмітрый Васільевіч Заблоцкі; род. 12 апреля 1975, Жодино, Минская область) — белорусский политик, депутат Палаты представителей Национального собрания Республики Беларусь VI созыва, глава Жодинского городского исполнительного комитета.

## Биография
Закончил Белорусскую государственную политехническую академию по специальности «Двигатели внутреннего сгорания», инженер-механик; проходит обучение в Академии управления при Президенте Республики Беларусь по специальности «Экономика и управление предприятием».
Работал в открытом акционерном обществе «БЕЛАЗ» — руководящая компания холдинга «БЕЛАЗ-ХОЛДИНГ», где прошёл путь от ученика слесаря механосборочных работ (оператор станков с программным управлением, регулировщик станков с программным управлением, инженер-конструктор, заместитель начальника цеха, начальник цеха) до заместителя генерального директора.
Является депутатом Жодинского городского Совета депутатов двадцать шестого и двадцать седьмого созывов. В 2012 году был выбран заместителем председателя Жодинского городского Совета депутатов.
С 2016 года депутат Палаты представителей Национального собрания Республики Беларусь VI созыва.

## Награды
Награждён почётными грамотами Министерство промышленности Республики Беларусь, Жодинского городского исполнительного комитета, фотография размещалась на Аллее трудовой славы ОАО «БЕЛАЗ».

## Личная жизнь
Женат, имеет дочь и сына.